# Sendeturm Chemnitz-Reichenhain
Der Sendeturm Chemnitz-Reichenhain ist ein knapp 100 m hoher Sendeturm für Richtfunk, Mobilfunk und zur Verbreitung von UKW- und Fernsehprogrammen. Er wurde Mitte der 1980er Jahre auf dem Schenkenberg im Chemnitzer Stadtteil Reichenhain errichtet mit ursprünglich 60 Metern.
Der Sendeturm Chemnitz-Reichenhain ist ein Stahlfachwerkturm, der bis Mai 2007 frei stand.
Im Mai/Juni 2007 wurde er zur DVB-T-Ausstrahlung ertüchtigt, wozu am 13. Juni 2007 ein Lasthubschrauber eingesetzt wurde.
Mit dem neuen Antennenträger mit den DVB-T Antennen wuchs der Turm auf 99 m Höhe. Er wurde wegen der Statik am Boden verspannt, so dass der Turm ein Hybridturm wurde. Die ursprüngliche Planung sah für die DVB-T Installation sogar eine Verdopplung der Höhe des Turmes auf 120 m vor. Aufgrund der Nähe des Standortes zu Wohnhäusern an der Gornauer Straße und Jägerschlößchenstraße war die Aufrüstung wegen der deutlich höheren Abstrahlleistung von DVB-T gegenüber der bisherigen Nutzung sehr umstritten (siehe Elektromagnetische Umweltverträglichkeit) und führte zur Bildung einer Bürgerinitiative.

## Frequenzen und Programme

### Analoger Hörfunk (UKW)
| Programm               | Frequenz  | ERP    |
| ---------------------- | --------- | ------ |
| apollo radio           | 88,9 MHz  | 1 kW   |
| R.SA                   | 91,0 MHz  | 3 kW   |
| MDR Aktuell            | 94,7 MHz  | 0,5 kW |
| Energy Sachsen         | 97,5 MHz  | 3 kW   |
| Radio Chemnitz         | 102,1 MHz | 3 kW   |
| apollo radio/Radio T   | 102,7 MHz | 1 kW   |
| Deutschlandfunk Kultur | 106,3 MHz | 0,5 kW |

### Digitales Radio (DAB+)
DAB+ wird in vertikaler Polarisation und im Gleichwellenbetrieb mit anderen Sendern ausgestrahlt.
| Block                       | Programme (Datendienste) | ERP (kW) | Antennen- diagramm rund (ND), gerichtet (D) | Gleichwellennetz (SFN) |
| --------------------------- | --- | -------- | ------------------------------------------- | --- |
| 5C DRDeutschland (D__00188) | DAB+ Block der Media Broadcast - Absolut relax (72 kbps) - Dlf (104 kbps) - Dlf Kultur (112 kbps) - Dlf Nova (104 kbps) - DRadio DokDeb (48 kbps) - Energy Digital (72 kbps) - ERF Plus (64 kbps) - Klassik Radio (72 kbps) - Radio Bob (72 kbps) - Radio Horeb (48 kbps) - Radio Schlagerparadies (64 kbps) - Schwarzwaldradio (64 kbps) - sunshine live (72 kbps) - DRadio Daten (32 kbps Daten) - EPG Deutschland (16 kbps Daten) - TPEG (16 kbps Daten) - TPEG_MM (16 kbps Daten) | 10       | D                                           | - Baden-Württemberg: Aalen, Baden-Baden (Fremersberg), Bad Mergentheim, Blauen, Brandenkopf, Donaueschingen, Feldberg im Schwarzwald, Freiburg (Vogtsburg-Totenkopf), Geislingen (Oberböhringen), Großerlach (Hohe Brach), Heidelberg (Königstuhl), Heilbronn (Schweinsberg), Hochrhein (Rickenbach), Hornisgrinde, Pforzheim (Schömberg-Langenbrand), Raichberg, Ravensburg (Höchsten), Reutlingen, Stuttgart (Frauenkopf), Ulm (Kuhberg) - Bayern: Amberg (Hirschau), Aschaffenburg (Pfaffenberg), Augsburg (Hotelturm), Bad Tölz (Gaißach), Bamberg (Geisberg), Büttelberg, Brotjacklriegel, Dillberg, Grünten, Herzogstand, Hochberg (Traunstein), Hoher Bogen, Inntal (Ebbs), Ingolstadt (Gelbelsee), Kreuzberg/Rhön, Landshut (Altdorf), München (Olympiaturm), Nennslingen (Büchelberg), Nürnberg, Oberammergau, Ochsenkopf, Passau, Pfänder, Pfaffenhofen, Pfarrkirchen, Pfronten, Regensburg (Hohe Linie), Unterringingen, Untersberg, Wendelstein (Bayrischzell), Würzburg (Frankenwarte) - Berlin: Berlin (Alexanderplatz), Berlin (Scholzplatz) - Brandenburg: Bad Belzig, Booßen, Brandenburg/Havel, Calau, Casekow, Cottbus, Eisenhüttenstadt, Petkus, Pritzwalk, Templin - Bremen: Bremen (Walle), Bremerhaven-Schiffdorf - Hamburg: Hamburg (Moorfleet), Hamburg (Heinrich-Hertz-Turm) - Hessen: Bad Hersfeld (Rimberg), Biedenkopf (Sackpfeife), Fulda (Hummelskopf), Frankfurt (Europaturm), Gelnhausen (Schnepfenkopf), Gießen (Dünsberg), Großer Feldberg, Hardberg, Hohe Wurzel, Hoher Meißner, Kassel (Habichtswald), Mainz-Kastel - Mecklenburg-Vorpommern: Garz (Rügen), Güstrow, Malchin, Neubrandenburg-Süd, Rostock (Toitenwinkel), Röbel, Schwerin (Zippendorf-Gr.Dreesch), Torgelow, Wismar/Rüggow, Züssow - Niedersachsen: Aurich-Popens, Braunschweig (Broitzem), Braunschweig (Drachenberg), Cuxhaven-Stadt, Dannenberg, Göttingen (Bovenden-Osterberg), Hannover (Telemax), Lingen, Lüneburg-Neu Wendhausen, Molbergen-Peheim, Osnabrück (Bramsche-Schleptruper Egge), Hildesheim (Sibbesse), Steinkimmen, Uelzen, Visselhövede, Wilhelmshaven - Nordrhein-Westfalen: Aachen (Karlshöhe), Bielefeld (Hünenburg), Bonn (Venusberg), Dortmund (Florianturm), Düsseldorf (Rheinturm), Eggegebirge, Herscheid, Hochsauerland (Hunau), Hürtgenwald-Großhau, Köln (Colonius), Langenberg, Lügde-Rischenau (Köterberg), Minden (Jakobsberg), Münster (Fernmeldeturm), Schöppingen, Siegen-Süd, Wesel - Rheinland-Pfalz: Bad Kreuznach (Schanzenkopf), Bad Marienberg (Westerwald), Bornberg, Daun (Eifel), Edenkoben (Kalmit), Heckenbach-Schöneberg (Ahrweiler), Idar-Oberstein, Kaiserslautern, Kettrichhof, Koblenz (Kühkopf), Trier (Petrisberg) - Saarland: Merzig-Merchingen, Saarbrücken (Schoksberg) - Sachsen: Chemnitz, Dresden, Geyer, Leipzig, Löbau, Neustadt, Oschatz, Schöneck, Zwickau Ost - Sachsen-Anhalt: Brocken, Burg, Dequede, Petersberg, Pettstädt (Weißenfels), Schneidlingen, Wittenberg - Schleswig-Holstein: Bungsberg, Flensburg, Heide, Helgoland, Hennstedt, Kiel (Kronshagen), Lübeck (Stockelsdorf), Schleswig, Niebüll (Süderlügum), Westerland (Sylt) - Thüringen: Bleßberg (Sonneberg), Erfurt-Hochheim, Gera, Inselsberg, Jena (Oßmaritz), Kulpenberg, Saalfeld (Remda), Lobenstein (Sieglitzberg), Weimar (Ettersberg) |
| 9A MDR Sachsen (D__00209)   | - MDR Sachsen (DD) (80 kbps) - MDR Sachsen (L) (80 kbps) - MDR Sachsen (C) (80 kbps) - MDR Sachsen (BZ) (80 kbps) - MDR Sachsen auf Sorbisch (80 kbps) - MDR Sachsen Extra (48 kbps) - MDR Jump (88 kbps) - MDR Kultur (88 kbps) - MDR Tweens (80 kbps) - MDR Sputnik (88 kbps) - MDR Aktuell (72 kbps) - MDR Klassik (112 kbps) - MDR Schlagerwelt (SN) (88 kbps) - MDR TPEG (16 kbps) - MDR EPG (16 kbps)                                                                           | 10       | D                                           | Chemnitz, Dresden, Freiberg, Geyer, Görlitz, Hoyerswerda, Leipzig, Löbau, Neustadt, Oschatz, Reichenbach (Netzschkau), Roitzsch, Schöneck, Zittau, Zwickau Ost |

### Digitales Fernsehen (DVB-T2)
Am 26. September 2018 erfolgte am Sender Chemnitz-Reichenhain die Umstellung auf das DVB-T2 HD-System. Die Ausstrahlungen sind im Gleichwellenbetrieb (Single Frequency Network) mit anderen Senderstandorten.
Es werden die Programme der ARD (MDR-Mux), des ZDF sowie das kommerzielle Angebot von freenet TV (in Irdeto verschlüsselt) im HEVC-Videokodierverfahren und in Full-HD-Auflösung verbreitet.
Alle kursiv dargestellten Sender sind verschlüsselt und nur über die DVB-T2 HD-Plattform freenet TV empfangbar.
| Kanal | Frequenz (MHz) | Multiplex                                                | Programme im Multiple | ERP (kW) | Antennendiagramm rund (ND)/ gerichtet (D) | Polarisation horizontal (H) / vertikal (V) | Modulationsverfahren | FEC | Guardintervall | Bitrate (MBit/s) | Gleichwellennetz (SFN)                                                        |
| ----- | -------------- | -------------------------------------------------------- | --- | -------- | ----------------------------------------- | ------------------------------------------ | -------------------- | --- | -------------- | ---------------- | ----------------------------------------------------------------------------- |
| 32    | 562            | MDR 1 (ARD)                                              | - Das Erste HD - tagesschau24 HD - MDR Sachsen HD - MDR S-Anhalt HD - MDR Thüringen HD - NDR FS NDS HD - rbb Brandenburg HD - SWR BW HD                                                              | 25       | ND                                        | V                                          | 64-QAM               | 3/5 | 19/256         | 23,6             | Chemnitz (Geyer), Chemnitz-Reichenhain                                        |
| 25    | 506            | MDR 2 (ARD)                                              | - arte HD - PHOENIX HD - ONE HD - BR Fernsehen HD - hr-fernsehen HD - WDR HD Köln - ARD-alpha HD (Internet) 1) - SWR BW HD (Internet) 1)                                                             | 25       | ND                                        | V                                          | 64-QAM               | 3/5 | 19/256         | 23,6             | Chemnitz (Geyer), Gera, Chemnitz-Reichenhain                                  |
| 22    | 482            | Substream 0: ZDF (ZDFmobil) Substream 1: MEDIA BROADCAST | Substream 0: - ZDF HD - ZDFinfo HD - zdf_neo HD - 3sat HD - KiKA HD Substream 1: - freenet.TV connect                                                                                                | 25       | ND                                        | V                                          | 64-QAM               | 3/5 | 19/128         | 22               | Chemnitz (Geyer), Gera, Leipzig/Messegrund, Halle-Stadt, Chemnitz-Reichenhain |
| 46    | 674            | MEDIA BROADCAST (RTL Group)                              | - RTL HD - VOX HD - SUPER RTL HD - RTL II HD - n-tv HD - RTL NITRO HD - Tele 5 HD | 25       | ND                                        | V                                          | 64-QAM               | 2/3 | 1/16           | 27,6             | Chemnitz (Geyer), Dresden, Chemnitz-Reichenhain                               |
| 29    | 538            | MEDIA BROADCAST (ProSiebenSat.1 Media)                   | - SAT.1 HD - ProSieben HD - kabel eins HD - SIXX HD - Pro7 MAXX HD - SAT.1 Gold HD - Sport1 HD | 25       | ND                                        | V                                          | 64-QAM               | 2/3 | 1/16           | 27,6             | Chemnitz (Geyer), Dresden, Chemnitz-Reichenhain                               |
| 42    | 642            | MEDIA BROADCAST                                          | Substream 0: - Disney Channel HD - N24 HD - DMAX HD - Eurosport 1 HD - nickelodeon HD - test - QVC HD - HSE24 HD - Bibel TV HD Substream 1: - freenet.TV Info - ssu (System Software Update service) | 25       | ND                                        | V                                          | 64-QAM               | 2/3 | 1/16           | 27,6             | Chemnitz (Geyer), Dresden, Chemnitz-Reichenhain                               |

  1)Für den Empfang von ARD-alpha HD (Internet) und SWR BW HD (Internet) ist ein hbb-TV fähiges Endgerät erforderlich.

### DVB-T
Wegen der Umstellung auf DVB-T2HD am Sender Chemnitz-Reichenhain wurde am 26. September 2018 die Ausstrahlung von Fernsehprogrammen nach dem DVB-T-Standard beendet.
| Programm                  | Kanal | ERP   | Gleichwellennetz (SFN)                             |
| ------------------------- | ----- | ----- | -------------------------------------------------- |
| ZDFmobil-Bouquet          | E22   | 5 kW  | Chemnitz-Reichenhain, Gera, Geyer, Schöneck/Vogtl. |
| ARD Digital MDR Bouquet 1 | E25   | 20 kW | Chemnitz-Reichenhain, Gera, Geyer, Schöneck/Vogtl. |
| MDR Bouquet 2 Sachsen     | E32   | 20 kW | Chemnitz-Reichenhain, Geyer, Schöneck/Vogtl.       |

### Mobilfunk
In 38 Metern Höhe befinden sich drei Sektorantennen für das D1-Netz der Telekom Deutschland GmbH, welche die Mobilfunkdienste GSM (900 MHz), LTE (800MHz, 900 MHz, 1500MHz, 1800MHz und 2100MHz) und 5G (700MHz und 2100MHz) ausstrahlen.